# Bethlen Gábor Kollégium

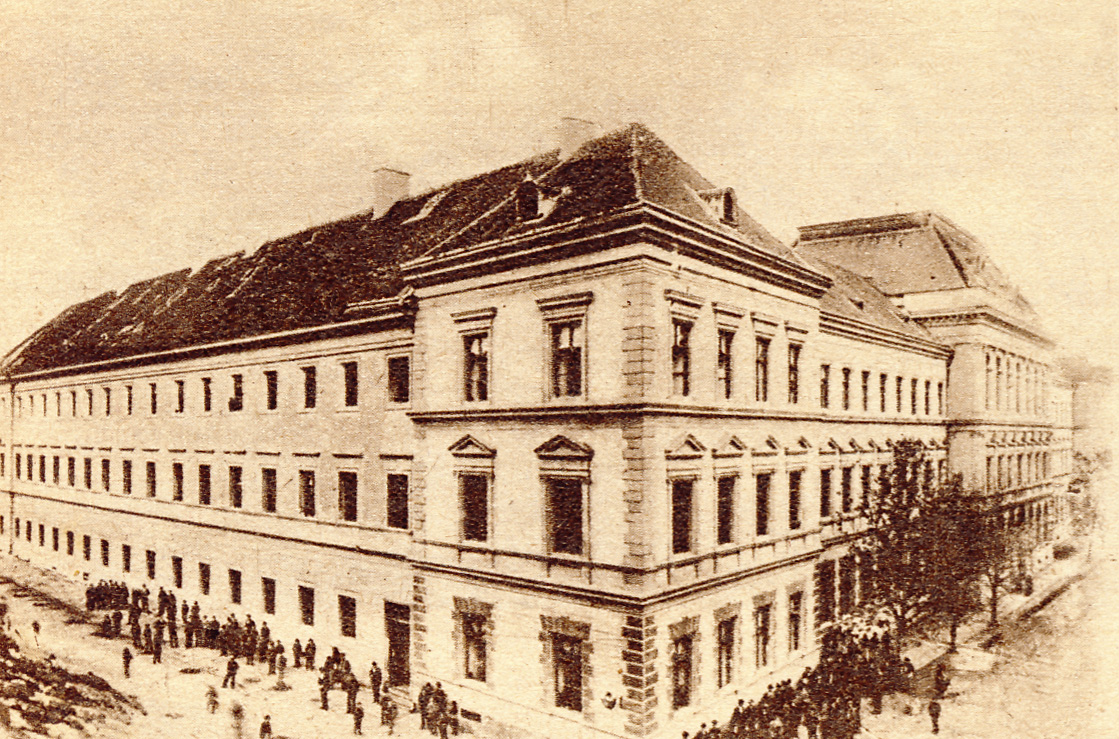
A kollégium épülete régi képen

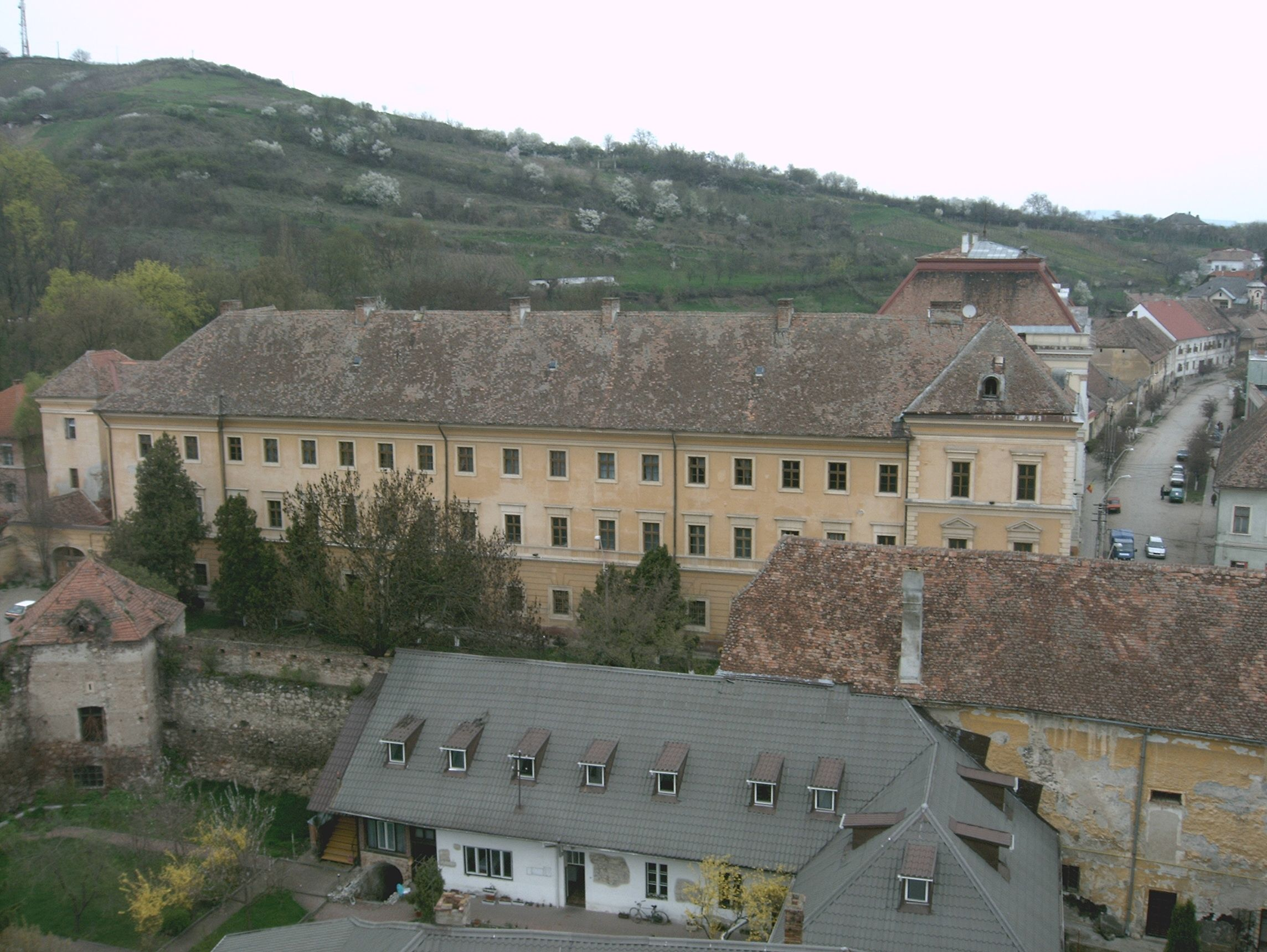
A kollégium épülete

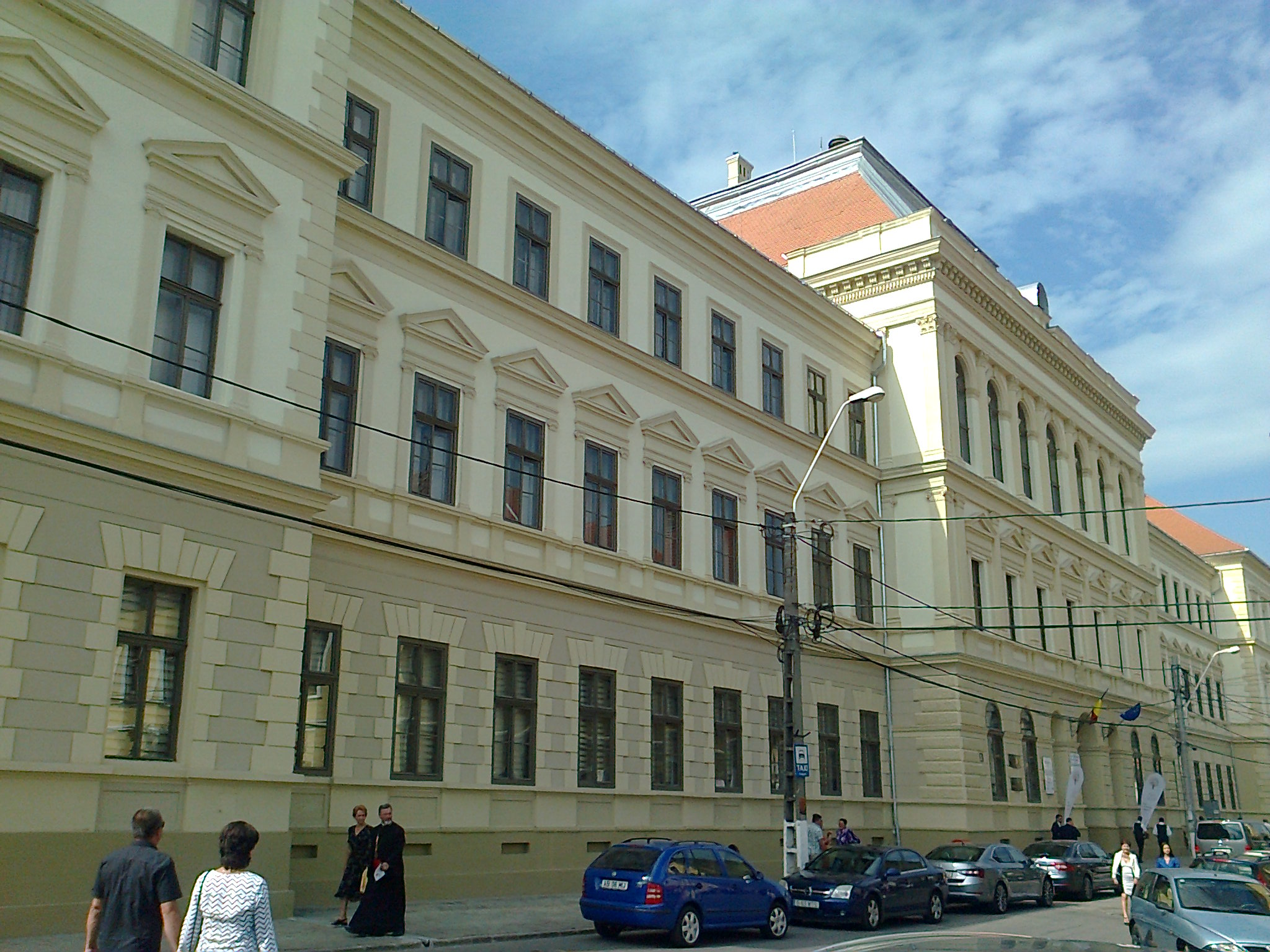
A kollégium megújult épülete

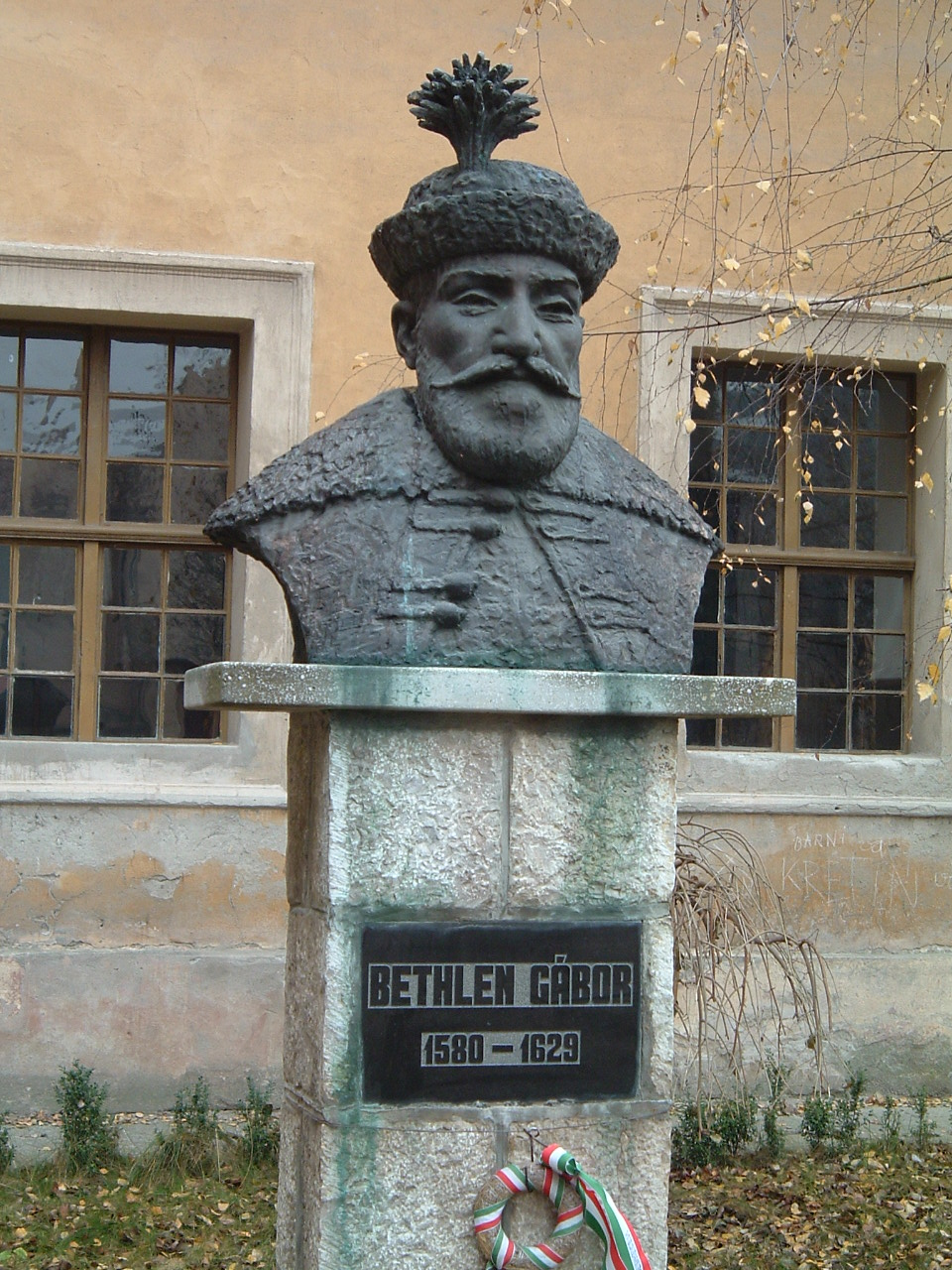
Az alapító Bethlen Gábor fejedelem szobra a Kollégium udvarán

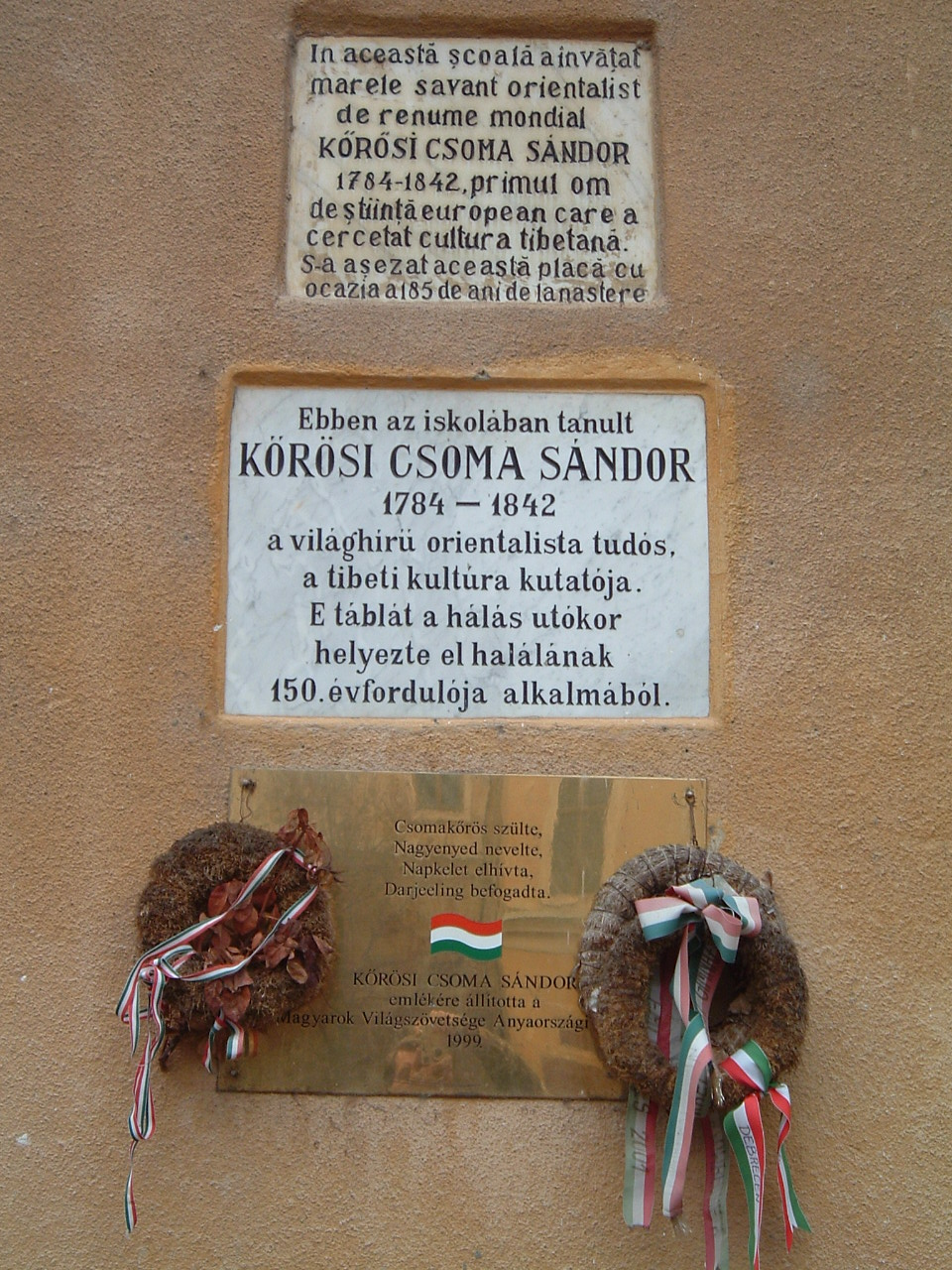
Kőrösi Csoma Sándor emléktáblája a Kollégium udvarán

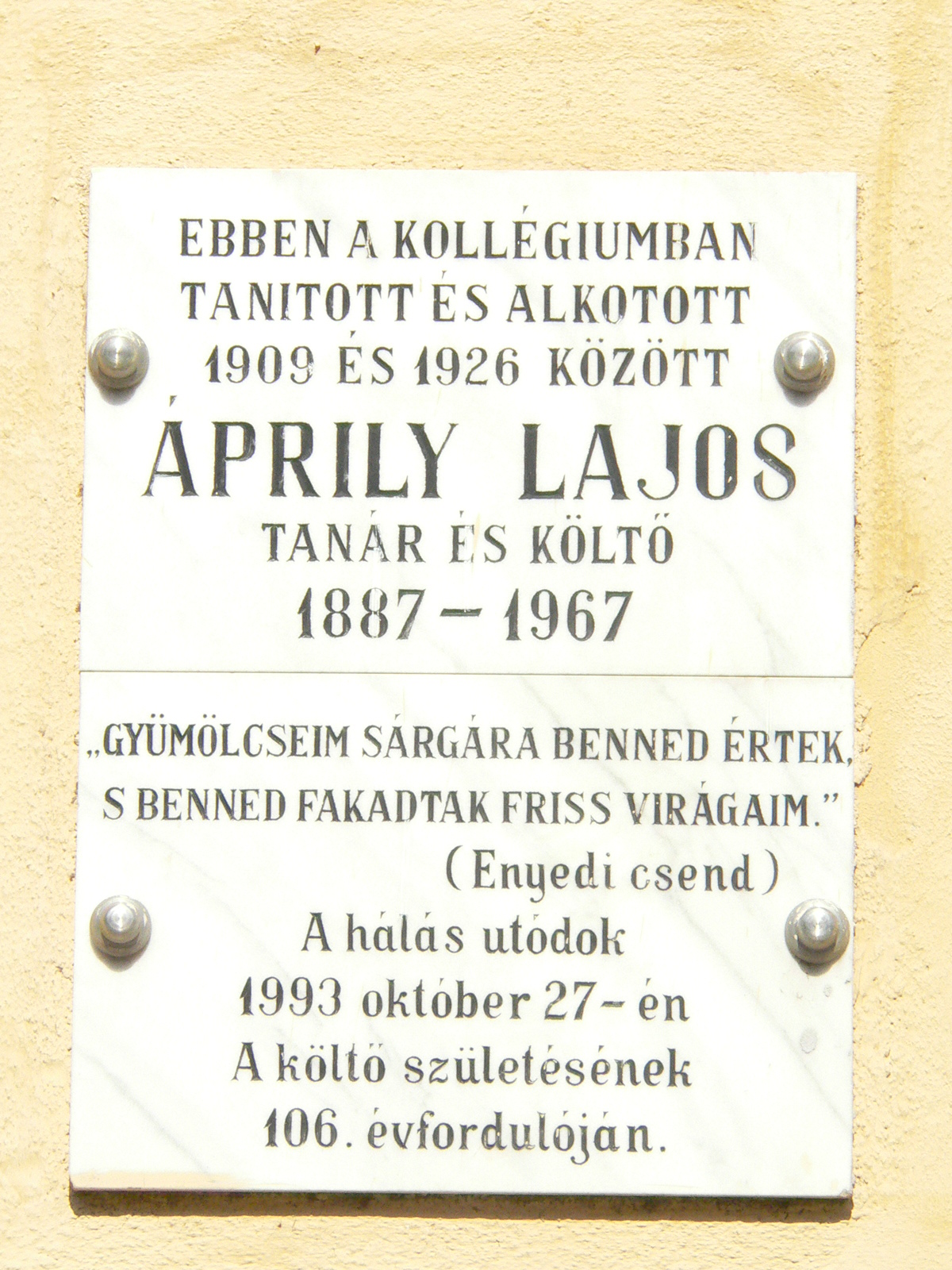
Áprily emléktáblája a Kollégium udvarán

A Bethlen Gábor Kollégium, gyakran Nagyenyedi Református Kollégium Nagyenyeden található, a város főtere és a polgármesteri hivatal közelében, a vártemplommal szemben. Főbejárata a Bethlen Gábor utcából nyílik. Az épület a romániai műemlékek jegyzékében az AB-II-m-A-00171 sorszámon szerepel.

## Története

### A gyulafehérvári korszak (1622–1658)
1622 májusában a kolozsvári országgyűlés elfogadta az Academicum Collegium seu Gymnasium Illustre alapítását. A kezdeményező Bethlen Gábor fejedelem célja az volt, hogy a költséges külföldi egyetemek helyett az országban neveljen értelmiségieket. Bethlen a Gyulafehérváron létesített intézményt egyetemmé kívánta fejleszteni, de végül csak a teológiai fakultás szerveződött meg. A fejedelem a kollégium használatába adta saját nagy értékű könyvtárát. 1629-ben, kevéssel halála előtt, Bethlen fejedelem jelentős birtokadománnyal biztosította a kollégium számára az anyagi alapot, amelynek segítségével az elkövetkezendő három és fél évszázadon át lehetővé tette az akadémia működését. 
Kollégiumi típusú intézmény volt, ami azt jelenti, hogy a főiskola mellett közép- és alsó fokú tagozata is volt. Tekintélyének megerősítése végett a fejedelem Németországból is hívott neves tanárokat. Martin Opitz és Philipp Ludwig Piscator ugyan csak rövid ideig maradt, de Johann Heinrich Bisterfeld és Johann Heinrich Alstedt haláláig itt tanított, valóban főiskolai szintre emelve az intézményt. A tatárok Gyulafehérvárt 1658-ban elpusztították, áldozatul esett az akadémia épülete is. I. Apafi Mihály fejedelem 1662-ben Nagyenyedre áthelyezte az iskolát, s a helyreállított épületben adott helyet 1672-ben az elűzött Sárospataki Református Kollégiumnak. Az uralkodó 1716-ban a császári katonaság számára elvette az épületet, melyet kaszárnyává alakítottak. Az iskola Marosvásárhelyre távozott.
1653-tól a kollégium egykori diákja, a később híressé vált Apáczai Csere János rövid ideig tanított is az intézményben.

### A nagyenyedi korszak (1662-től napjainkig)
1662 októberében, Bethlen János kancellár javaslatára, I. Apafi Mihály erdélyi fejedelem rendeletet adott ki a gyulafehérvári akadémiának Nagyenyedre való áthelyezésére. Az áthelyezést először csak ideiglenesnek szánták, de 1682-ben a nagyenyedi zsinat elfogadta, hogy a kollégium véglegesen Nagyenyeden működjék. Az intézmény kilenc osztályos elemi tagozatból és a felsőbb képzést lehetővé tevő hat osztályú gimnáziumból állott. Aki a gimnáziumban tanult, s aláírta törvényeit, deák lett. 
A deákok két csoportból álltak: a bentlakó deákok voltak a tógátusok (akik magas süveget és violaszínű hosszú tógát viseltek), a kintlakó deákok voltak a publikusok (ők polgári ruhát viseltek). Az akadémián tanító tanárok nagy része külföldi egyetemeken tanult, s hazatérve, oktatói munkával gyarapították a kollégium tekintélyét. Ilyen tanárok voltak: Pápai Páriz Ferenc, Enyedi Sámuel, Csernátoni Pál, Dézsi Márton, Kolozsvári István és Vásárhelyi Péter.
A kollégium fejlődését, az 1704-ben bekövetkezendő események szakították meg. Az év virágvasárnapján, Rabutin tábornok parancsára Tiege ezredes elpusztította Enyedet, s vele együtt a kollégiumot is. A polgárság nagy része, beleértve a diákokat, az Őrhegyre és a környékbeli erdőkbe menekült. A kollégium diákjai, s a városbeli férfiak megtámadták a rablás után visszavonuló osztrák seregeket; ezt a történetet örökítette meg Jókai Mór A nagyenyedi két fűzfa című elbeszélésben. A harcban elesett diákok emlékére a nagyenyedi Kápolnadombon állítottak emlékművet.
1707-ben a kurucokat üldöző labancok újból feldúlták a várost és a kollégiumot. A kollégium rektora, Pápai Páriz Ferenc, és gróf Teleki Sándor gondnok az angol királytól kértek segítséget. I. György brit király engedélyezte a gyűjtést a kollégium megsegítésére; az így kapott összeget később az angol pénz néven emlegették.
1712-ben a fejedelmi tanács megszűntével a kollégium vezetését a Református Egyházi Főtanács vette át. 1720-1743 között, az angol pénzből felépült az ókollégium. 1775-ben a megnövekedett diáklétszám elhelyezésére az intézmény új épülettel gazdagodott (a mai fiúbentlakás). A 18. század végén és a 19. század elején híres tanárok jöttek a kollégiumba tanítani, köztük Zágoni Bodola János, Benkő Ferenc, Herepei Ádám, Hegedüs Sámuel, Köteles Sámuel és Szász Károly. Herepei Ádám támogatásával létrejött a kollégium diákjai által szervezett Nagyenyedi Magyar Társaság és a Theatralis Társaság. 1799-1815 között a kollégium diákja volt Kőrösi Csoma Sándor. 1836-ban megépült a jelenlegi épület déli szárnya.
A nagyenyedi vérengzés során, 1849. január 9–10-én elpusztították a kollégium nagy részét. Elpusztult az értékes könyvtár és a tanszerek nagy része is. 1850 tavaszán, Vajna Antal és Incze Dániel a romok között megkezdték a tanítást, negyven elemi és nyolc gimnáziumi tanulóval.
1858-ban Nagyenyedre helyezték át a Kolozsváron beindított tanítóképzőt. Első választott igazgatója Gáspár János lett.Az 1867-68-as tanévben a kollégium diákjainak létszáma 1120 volt. 1883-85-ben megépítették az intézmény keleti szárnyát. A millenniumi ünnepély alkalmával a kormány 30 ezer forint államsegélyt biztosított az iskola bebútorozására és a tornacsarnok építésére. 1920-tól kezdve az állam a kollégium birtokainak nagy részét kényszerbérbe vette át.
A két világháború között, a kollégiumnak nehéz sorsa volt, de a tanároknak köszönhetően állta a sarat. Az akkori tanárok névsorában olyan hírességek szerepeltek, mint Áprily Lajos, Berde Amál, Berde Mária, Makkai Sándor, Vita Zsigmond.
1950-től kezdve a tanítóképző hét éven át nem működött, 1957-től óvónőképzővel kiegészülve újraindult. 1948 után több elnevezése volt az intézménynek, a Bethlen Gábor Kollégium nevet miniszteri rendelettel 1993-ban kapta vissza. 1999-ben beindult a Babeș–Bolyai Tudományegyetemhez tartozó Tanítóképző Főiskola.

## A kollégium híres tanárai, diákjai

### Teológiai tanárok
Az intézményben a következő neves teológusok tanítottak:
- Vásárhelyi Péter 1662–1666
- Nadányi János 1666–1668
- Csengeri István 1668–1671
- Dézsi Márton 1671–1691
- Enyedi István 1692–1714
- Szigeti Gyula István 1714–1738
- Borosnyai Nagy Zsigmond 1738–1774
- Szegedi József 1774–1779
- Szabó Sámuel 1779–1787
- Nemegyei József 1782–1828
- Bodola János 1787–1815
- Keresztes István 1816–1817
- Tompa János 1817–1834
- Péterfi Albert 1830–1840
- Herepei Károly 1835–1841
- Incze Dániel 1840–1849
- Bodola Sámuel 1841–1849
- Hegedüs János 1862–1894
- Décsei Károly 1862–1880
- Garda József 1862–1895
- Kovács Ödön 1869–1895
- Keresztes József 1879–1888
- Berde Sándor 1890–1894
- Józsa Zsigmond 1891–1893
- Z. Kiss Albert 1893–1894
- Kecskeméthy István 1895
- Jancsó Sándor 1895–1896

### Egyéb tanárok, diákok
- Adorján Jenő szerkesztő

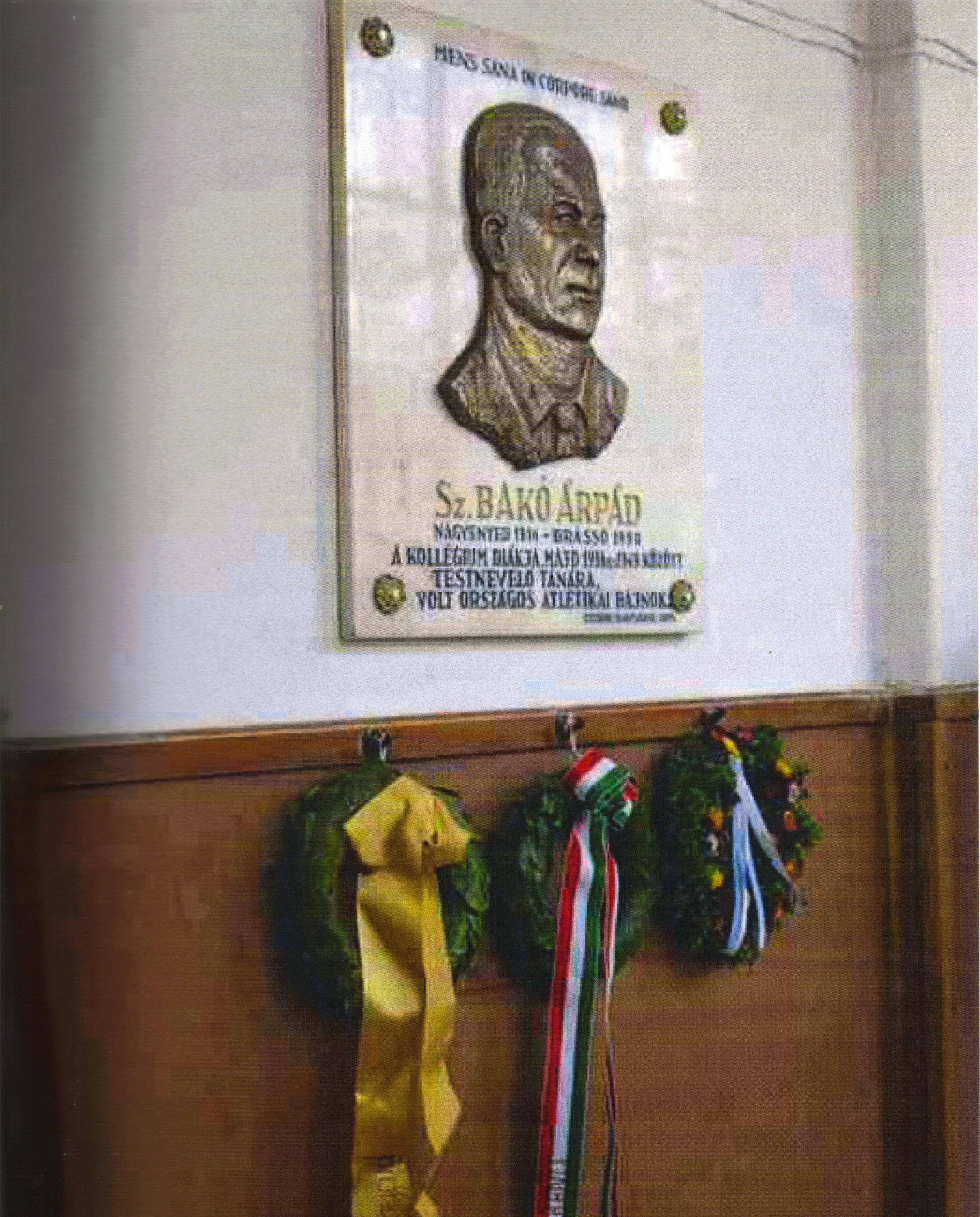
Bakó Árpád emléktáblája a Kollégium folyosóján

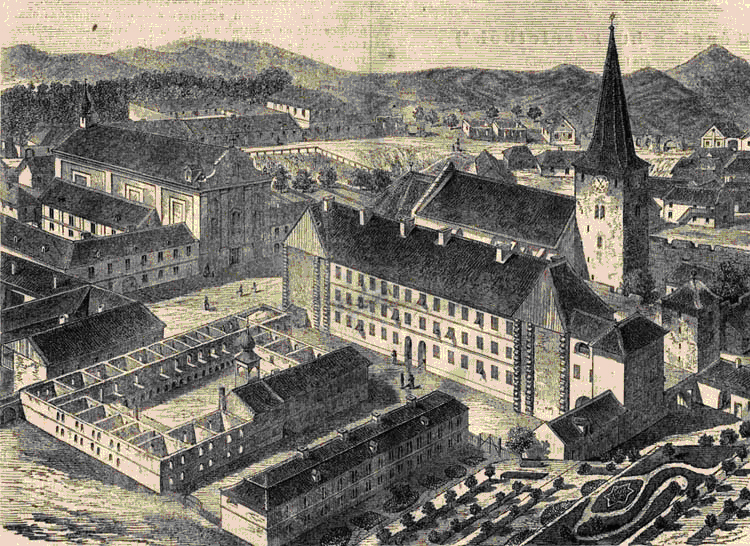
A nagyenyedi kollégium egy 1858-ból származó rajzon

- Alvinczi Péter református lelkész, hitvitázó
- Aranka György történész, író, költő, filozófus
- Áprily Lajos költő, műfordító
- Bakó Árpád testnevelő tanár, atléta
- Barabás Miklós festőművész
- Berde Sándor (Martonos, 1856-Nagyenyed, 1894) – teológiai tanár, egyházi író (Berde Mária édesapja)

- Bolyai Farkas matematikus
- Dominich Sándor informatikus
- Fogarasi Pap József (Szászváros, 1744. augusztus 26. – Marosvásárhely, 1784. december 17.) tanár, bölcsész.
- Fogarasi Albert filológus, történész, a kollégium diákja, majd tanára, rektora
- Gáspár János a tanítóképző első választott igazgatója
- Gergely Jenő jogász, egyetemi oktató
- Kecskés József közgazdász
- Kósa Barna agrármérnök, mezőgazdasági szakíró
- Kőrösi Csoma Sándor nyelvtudós, könyvtáros
- Magyari Bertalan fül-orr-gégész szakorvos, egyetemi oktató
- Márkó József közíró
- Mihály Károly református lelkész, költő
- Mikó Imre államférfi, történész
- Náhlik Zoltán neveléstörténész
- Nagydobai Kiss Sándor matematikus
- Nemes János tanító, pedagógiai szakíró, néprajzkutató
- Sütő András, író, drámaíró
- Szász Béla szerkesztő, műfordító
- Szász Ferenc mezőgazdasági szakíró
- Szász Dórián festőművész
- Szentpétery József orvos, orvosi szakíró
- Tamás Lajos mezőgazdász, mezőgazdasági kutató.
- Tatár Géza pedagógus, helytörténész
- Tóth Vass Mária újságíró, fordító
- Újváry Imre bőrgyógyász, egyetemi tanár
- Varga Árpád emlékíró
- Varga Gyula helytörténész
- Vásárhelyi Boldizsár református egyházi író
- Dr. Vásárhelyi Boldizsár mérnök, a korszerű útépítés magyarországi úttörője
- Vass Albert festőművész
- Vincze Imre kántortanító
- M. Veress Zsuzsanna költő, prózaíró
- Vita Sándor közgazdász, politikus
- Zöld Mihály költő, református lelkész, egyházi író
- Zöld Zoltán pedagógus, zeneszerző